# Трици
Триците са външните твърди слоеве на зърнено-житните култури. Съставени са от алеуроновия и перикарп. Заедно с кълновете, триците са интегрална част от пълнозърнестите продукти и често се произвеждат като вторичен продукт при меленето.
Триците присъстват в различни зърнени култури: ориз, царевица, пшеница, овес, ръж, ечемик и просо. Те са различни от плявата, която е по-груб и люспест материал, обвиващ зърното, но не е част от самото зърно.

## Състав
Триците са особено богати на баластни вещества и на незаменими мастни киселини. Съдържат и значителни количества нишесте, протеини, витамини и макроелементи. Те са източник и на фитинова киселина – антихранително вещество, което предотвратява абсорбцията на хранителни вещества.
Високото мастно съдържание на триците ги правят склонни към гранясване, което е и една от причините те често да се отделят от зърното преди съхранение или по-нататъшно обработване. Триците обикновено се подлагат на топлинна обработка, за да се увеличи трайността им.

## Оризови трици
Оризовите трици са вторичен продукт от процеса на мелничарство при ориза (преобразуването на кафяв ориз в бял ориз) и съдържат различни антиоксиданти, които имат благоприятно въздействие върху човешкото здраве. Голяма част от оризовите трици съдържат 12%-13% мазнини и силно десапуниращи съставки (4,3%). Те съдържат токотриеноли (форма на витамин Е) и бета-ситостерол. Всичките тези съставки могат да допринесат за намаляване на плазмените нива на различните параметри от липидния профил. Оризовите трици съдържат също високи нива на баластни вещества (бета-глукан и пектин) и ферулова киселина, която е съставка в структурата на недървесните клетъчни стени. Все пак, според някои учени, оризовите трици съдържат известна част неорганичен арсен. Според едно от проучванията, те съдържат до 20% повече арсен от питейната вода.

## Употреба
Триците се използват често за обогатяване на хляб и зърнени закуски, което е в особена полза за хората, желаещи да увеличат приема си на баластни вещества. Триците могат да се използват и за мариноване, както често се прави в Япония. Оризовите трици в частност имат широка употреба в Япония, където са познати под името нука. Японците ги добавят към водата при варене на бамбукови кълнове или при миене на съдове.
Пшеничените трици са полезни като фураж за домашните птици и добитъка, бидейки част от балансираната им диета. Триците са често срещано хранително вещество за ядивните насекоми като брашнените червеи. Пшеничените трици се използват също за щавене на кожи поне от 16 век.

## Стабилност
Широко разпространена практика е триците да минават топлинна обработка с цел да се забави нежеланото им гранясване. Все пак, подробно изследване от 2003 г. за топлинната обработка на овесените трици изнамира сложен модел, при който повишената топлина намалява развитието на хидролитичната гранивост и горчивина с времето, но повишава оксидативната гранивост.